# Paroster wedgeensis
Paroster wedgeensis är en skalbaggsart som först beskrevs av Watts och William F. Humphreys 2003.  Paroster wedgeensis ingår i släktet Paroster och familjen dykare. Inga underarter finns listade i Catalogue of Life.